# 约翰·佐法尼
约翰·约瑟夫·佐法尼 RA（Johan Joseph Zoffany；1733年3月13日—1810年11月11日） 是一位德国新古典主義画家，主要活跃在英格兰、意大利和印度。

## 生平
他拥有匈牙利和波西米亚贵族血统，于1733年3月13日出生于法兰克福附近，父亲是亚历山大·斐迪南的御用家具制造商和建筑师。
1750年，他前往罗马，进入阿戈斯蒂诺·马苏西（Agostino Masucci）的工作室学习。1760年秋，他抵达英格兰，最初为一个钟表匠的钟表绘制装饰设计。
1764年，佐法尼因其作品受到乔治三世和夏洛特王后的赞助。他也很受奥地利皇室的欢迎，并于1776年被玛丽亚·特蕾西娅封为神圣罗马帝国男爵。
佐法尼1783年至1789年初在印度度过， 绘制过沃倫·黑斯廷斯等人的肖像画。他有一位印度情妇，两人生了几个孩子。返回英格兰时，他在安达曼群岛附近遭遇海难。为了求生，他和其他幸存者进行投票，吃掉了一名水手。威廉·达尔林普尔说他是“第一位也是最后一位成为食人者的皇家院士”。

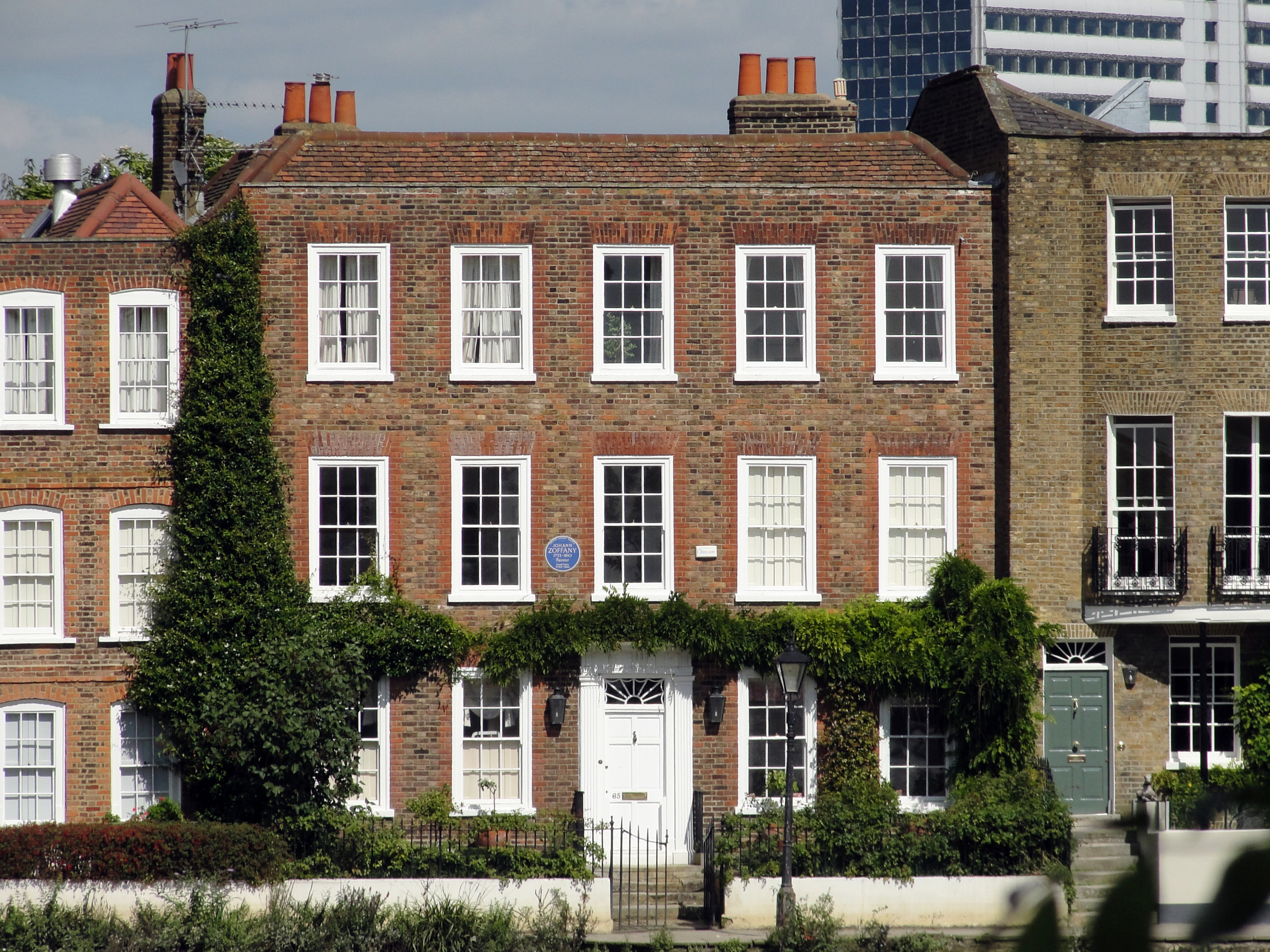
伦敦奇西克绿地河滨的佐法尼故居

佐法尼于1810年11月11日在他绿地河滨（Strand-on-the-Green）的家中去世，安葬在邱的圣安妮教堂的墓地。